# Новоселовка (Кореневский район)
Новосёловка — хутор в Кореневском районе Курской области. Входит в состав Пушкарского сельсовета.

## География
Хутор находится в 96 км к юго-западу от Курска, в 12,5 км к северо-западу от районного центра — посёлка городского типа Коренево, в 3,5 км от центра сельсовета  — села Пушкарное.
Климат
Новосёловка, как и весь район, расположена в поясе умеренно континентального климата с тёплым летом и относительно тёплой зимой (Dfb в классификации Кёппена).

## Население
| 2002 | 2010 |
| ---- | ---- |
| 5    | ↗21  |

## Инфраструктура
Личное подсобное хозяйство.

## Транспорт
Новосёловка находится в 6,5 км от автодороги регионального значения 38К-017 (Курск — Льгов — Рыльск — граница с Украиной), в 3,5 км от автодороги 38К-030 (Рыльск — Коренево — Суджа), в 4 км от автодороги межмуниципального значения 38Н-562 (38К-030 — Жадино), в 2,5 км от автодороги 38Н-570 (38К-030 — Секерино), в 2,5 км от автодороги 38Н-018 (Благодатное — Нижняя Груня), в 2 км от автодороги 38Н-561 (38К-030 — Дерюгино), в 4,5 км от автодороги 38Н-017 (Благодатное — Ковыневка), в 3 км от ближайшего ж/д остановочного пункта 12 км (линия 358 км — Рыльск).
В 156 км от аэропорта имени В. Г. Шухова (недалеко от Белгорода).